# Pożar kamienicy przy ulicy Barlickiego w Świętochłowicach
Pożar kamienicy przy ulicy Barlickiego w Świętochłowicach – w nocy z 16 na 17 czerwca 2011 roku, około godziny 1:15, w dzielnicy Lipiny w Świętochłowicach doszło do pożaru kamienicy zlokalizowanej u zbiegu ulic Barlickiego i Wieczorka. W wyniku tego zdarzenia śmierć poniosło pięć osób, a siedem zostało rannych.

## Przebieg zdarzeń
Pożar wybuchł niespodziewanie w nocy, zaskakując mieszkańców budynku. W akcji ratunkowej uczestniczyło kilkanaście jednostek straży pożarnej oraz inne służby ratownicze. Z płonącego budynku ewakuowano 30 osób, z których część znalazła tymczasowe schronienie w Środowiskowym Domu Samopomocy w Świętochłowicach.

## Ofiary
W wyniku pożaru trzy osoby zginęły na miejscu, jedna zmarła mimo reanimacji po skoku z drugiego piętra, a kolejna – w szpitalu z powodu odniesionych obrażeń. Siedem osób rannych trafiło do szpitali z urazami kończyn oraz poparzeniami.

## Śledztwo i konsekwencje
Po przeprowadzonym śledztwie ustalono, że przyczyną pożaru było podpalenie. W związku z tym zdarzeniem zatrzymano mężczyznę, który został oskarżony o spowodowanie pożaru. W 2012 roku zapadł wyrok skazujący w tej sprawie.
W wyniku pożaru budynek uległ znacznemu zniszczeniu. W maju 2013 roku, po zawaleniu się dwóch przybudówek, władze miejskie podjęły decyzję o wyburzeniu spalonej kamienicy.
Pożar kamienicy przy ulicy Barlickiego w 2011 roku pozostaje jednym z najtragiczniejszych wydarzeń w historii Świętochłowic.